# يوحنا هيغينز
يوحنا هيغينز (بالإنجليزية: John Higgins)‏ (15 أكتوبر 1932 في المملكة المتحدة - 22 أبريل 2005 في المملكة المتحدة) هو لاعب كرة قدم بريطاني في مركز قلب الدفاع. لعب مع بولتون واندررز وويغان أتلتيك وBuxton F.C. ‏ ونادي ألترينتشام.

## وصلات خارجية
- يوحنا هيغينز على موقع قاعدة بيانات كرة القدم.إي يو (الإنجليزية)
- يوحنا هيغينز على موقع Soccerbase.com (لاعب) (الإنجليزية)